# Franz Overbeck
Franz Camille Overbeck (São Petersburgo, 16 de novembro de 1837 – Basileia, 26 de junho de 1905) foi um teólogo protestante alemão.
Fora da Alemanha ficou mais conhecido por sua amizade e lealdade a Friedrich Nietzsche. Mas atualmente é também considerado como um dos primeiros artífices da crítica da teologia liberal. Neste aspecto, exerceu influência sobre teólogos da crise como Karl Barth e Friedrich Gogarten, e sobre pensadores do século XX como Martin Heidegger  e Karl Löwith. Sua obra mais importante e influente é Über die Christlichkeit unserer heutigen Theologie ("Sobre o caráter cristão da nossa teologia atual").
Overbeck era filho de um comerciante anglo-germânico, Franz Heinrich Herrmann Overbeck, e de sua mulher, Jeanne Cerclet Camille, francesa nascida em São Petersburgo. Recebeu educação humanista de padrão europeu, inicialmente em São Petersburgo; posteriormente, em Paris, de 1846 até a Revolução de Fevereiro de 1848, retornando a São Petersburgo, e, a partir de 1850, em Dresden. Sua origem multinacional permitiu-lhe dominar a maioria das línguas europeias, fluentemente.
Em 1870, Overbeck tornou-se professor de Exegese do Novo Testamento e História da Igreja na Universidade de Basileia. Desde então, até 1875, ele e seu colega Nietzsche, que ensinava Filologia na mesma universidade, moraram no mesmo prédio, desenvolvendo uma duradoura amizade, que seria crucial para ambos. Depois que Nietzsche deixou a Basileia, em 1879, ele e Overbeck se corresponderam regularmente.
Franz Overbeck foi a primeira pessoa a socorrer Nietzsche quando, no início de janeiro de 1889, este começou a manifestar sintomas de colapso psíquico. Ao receber uma carta do amigo e perceber o que se passava, Overbeck seguiu para Turim no mesmo dia, para resgatá-lo e salvar seus manuscritos.
Overbeck manteve uma distância crítica em relação ao conteúdo dos escritos de Nietzsche, mas denunciou o início de "revisionismo", promovido pela irmã do filósofo, Elisabeth Förster-Nietzsche, nacionalista, antissemita e simpatizante do Partido Nacional Socialista Alemão.
Overbeck recusou-se a cooperar com Elisabeth e o seu Nietzsche-Archiv, como também recusou-se a ceder-lhe a sua correspondência com o filósofo. Em notas privadas e cartas, Overbeck acusou-a de desvirtuar a obra de Nietzsche — acusação que posteriormente se revelou procedente, sobretudo quando da edição dos fragmentos póstumos, publicados sob o título de Vontade de poder.
"Com mãos de “empresária moderna”, a "irmã de Zaratustra", título que ela mesma se atribuiu, Elisabeth Förster-Nietzsche transformou o nome e a obra do irmão num empreendimento acima de tudo lucrativo e contribuiu, de maneira decisiva, para sua apropriação pelo nazismo."
Overbeck continuou a visitar Nietzsche até a morte do filósofo, em 1900.